# Luigi Alessandro Omodei

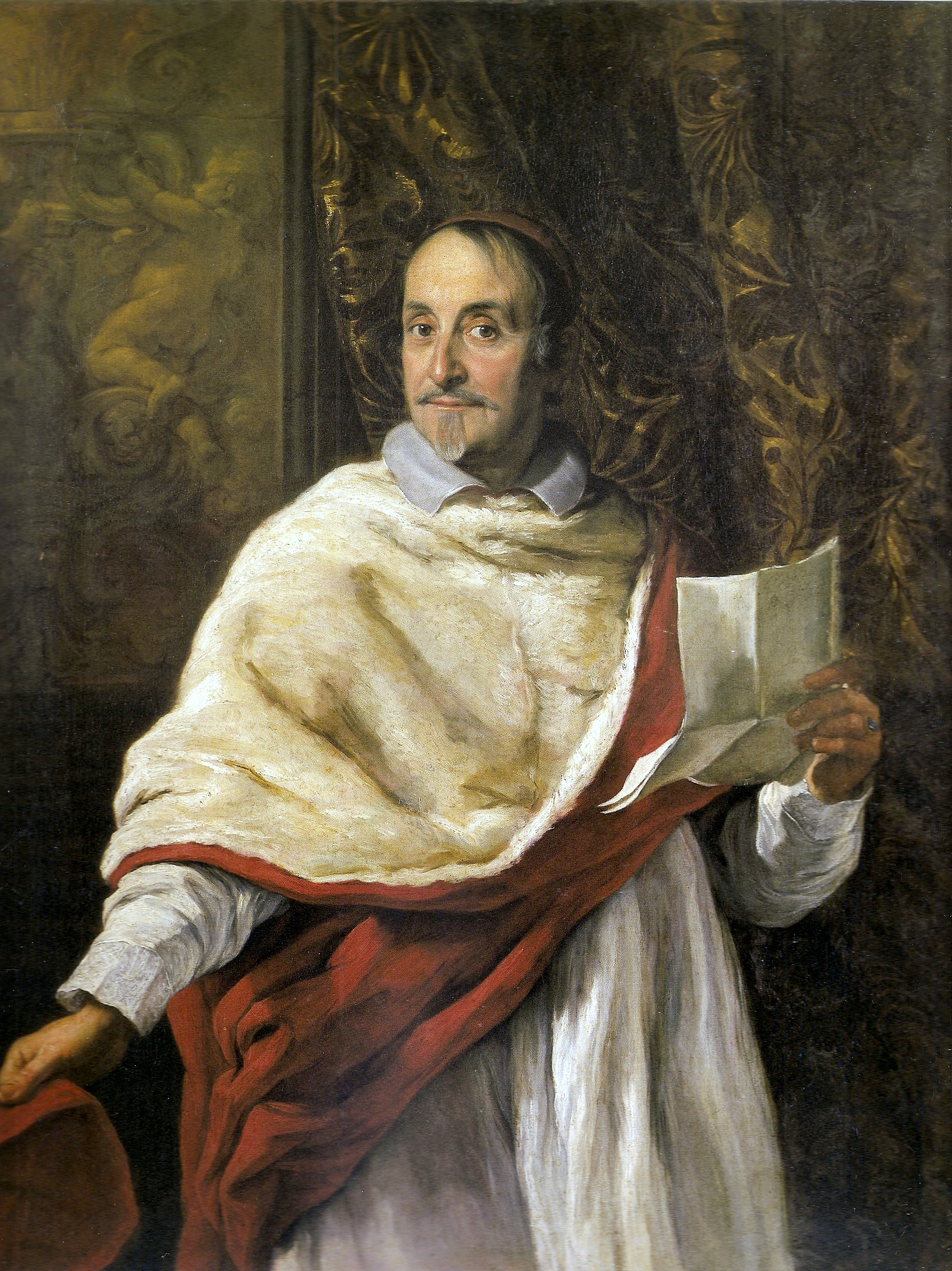
Porträt von Luigi Kardinal Omodei (Ölgemälde von Baciccio, etwa 1670)

Luigi Alessandro Omodei oder Homodei oder Amadei (* 8. Dezember 1608 in Mailand; † 26. April 1685 in Rom) war ein italienischer Kardinal.

## Biografie

### Die ersten Jahre
Luigi Alessandro war der siebte Sohn von Carlo Omodei (Amadei), dem Marchese von Piovera und Mailänder Patrizier, und seiner Frau Beatrice Lurani. Sein Vorfahre väterlicherseits war der im 14. Jahrhundert berühmte Sforza-Rechtsgelehrte Signorello Omodei. Seine Schwester Lucrezia war mit Bartolomeo Arese, Präsident des Senats von Mailand und eine Schlüsselfigur der damaligen Politik verheiratet. Er war Onkel von Kardinal Luigi Omodei, Sohn seines Bruders Agostino und Maria Pacheco de Moura aus Madrid, geboren am 20. Mai 1656 in Madrid.

### Kirchliche Laufbahn

Omodeis Kardinalwappen

Er begann seine kirchliche Laufbahn mit einem Studiumabschluss in Parma, bevor er an die Universität Perugia wechselte, wo er seinen Abschluss in utroque iure (kirchliches und ziviles Recht) machte. Er zog nach Rom und wurde ab dem 30. Juli 1627 Apostolischer Protonotar. Ab 1638 Referendar an der Apostolischen Signatur, 1642 wurde er Kleriker der Apostolischen Kammer und zwei Jahre später Dekan. Als provisorischer General der Festungen des Kirchenstaates wurde er während des Pontifikats von Innozenz X. zum Generalkommissar für die Staaten ernannt und 1649 als General der päpstlichen Truppen im Zweiten Castro-Krieg militärisch eingesetzt.

### Kardinal
Für seine Verdienste um die Kirche ernannte ihn Papst Innozenz X. am 19. Februar 1652 zum Kardinal, drei Jahre später gehörte er dem Konklave an, das Alexander VII. auf den päpstlichen Thron wählte. Letzterer ernannte ihn 1655 zum Prolegato in Urbino, eine Aufgabe, die er insbesondere durch eine allgemeine Reorganisation der Erzdiözese und die Überführung der wertvollen Bibliothek in die Biblioteca Alessandrina in Rom wahrnahm.
In Rom spielte er im Jahr 1669 eine entscheidende Rolle bei der Wahl von Clemens IX., da er zusammen mit anderen Kardinälen versuchte die Papstwahl vom Einfluss der großen europäischen Monarchien zu befreien.
Im Jahr 1676 beeinflusste er erneut die Wahl seines Freundes Innozenz XI. aus Como, dessen Außenpolitik er besonders beeinflusst hat. Er erwies sich stets feindselig gegenüber dem Jansenismus und der Übermacht der französischen Krone, während er sich dem Quietismus von Miguel de Molinos annäherte, der auch von seinem Schwager Bartolomeo Arese in Mailand unterstützt wurde.

### Schirmherrschaft in Rom und Mailand
Als großer Kunstliebhaber gab er Nicolas Poussin die zweite Version der Vergewaltigung der Sabinerinen in Auftrag, das sich heute im Louvre befindet.
In Mailand widmete er sich der Restaurierung der Kirche San Giovanni, die von den Case Rotte abgelöst wurde (am heutigen Teatro alla Scala), wo er bei Francesco Cairo (heute im Jesuitenhauptquartier in der Mailänder Kirche San Fedele aufbewahrt) und Salvator Rosa (heute in Brera) Gemälde in Auftrag gab. Ebenfalls in Mailand ließ er die Kirche Santi Cosma e Damiano, deren Schirmherr er war, restaurieren und stiftete ein von Nuvolone (heute in Brera) gemaltes Altarbild für den Altar der Heiligen Paola in der Kirche Santa Maria dei Servi. Im Palazzo Marino, dem damaligen Wohnsitz seiner Familie, erweiterte er seine Kunstsammlung. In Sacro Monte di Varese finanzierte er die Errichtung der IV. Kapelle.

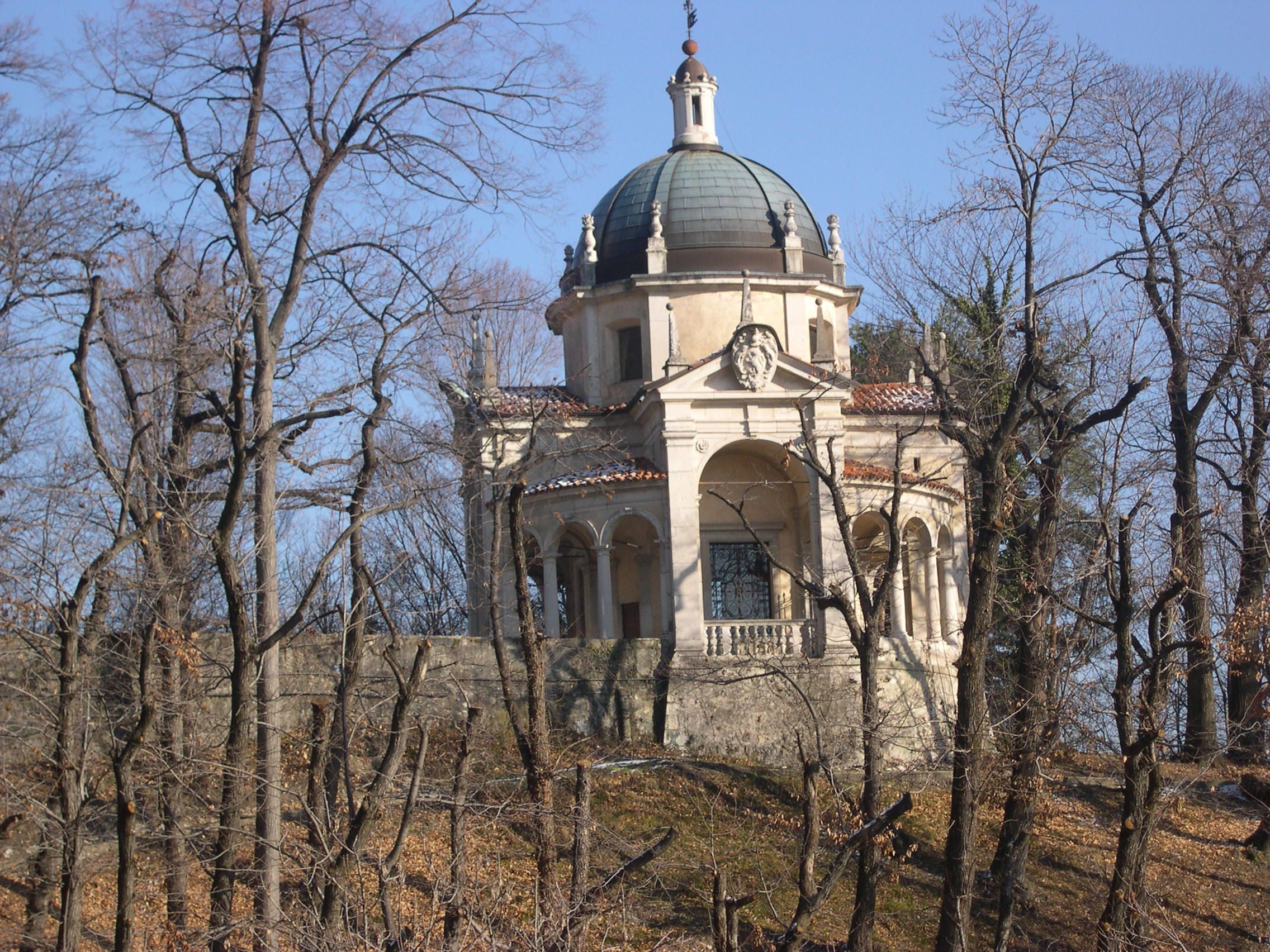
IV. Kapelle des Sacro Monte di Varese, Repräsentiert Die Darstellung des Herrn

In Rom beaufsichtigte er auch die Rekonstruktion der Fassade von San Marcello al Corso (Sitz der Serviten) von Carlo Fontana und förderte andere architektonische Arbeiten für das Santo Spirito in Sassia. Nach seiner Idee wurde die Fassade der Basilika Santi Ambrogio e Carlo in Rom gestaltet, die von Onorio Longhi ausgeführt wurde.

### Die letzten Jahre
Er starb in Rom am 26. April 1685 um etwa 10 Uhr in seinem Palast am Arco della Ciambella. Sein Leichnam wurde der öffentlichen Verehrung ausgesetzt und dann in der römischen Kirche San Carlo al Corso, die er zu seinen Lebzeiten so sehr geliebt hatte, unter dem Reliquienschrein mit dem Herzen des Heiligen Karl Borromäus begraben.

## Notizen
1. ↑  Fontes Verbani Lacus: Brief vom April 1655, von Rom nach Mailand, Absender Giberto III. Borromeo. - Adressat - Renato II. Borromeo: „Schließlich endete das Konklave mit der Erhebung der Sr. Card.le Chigi, zu der Sr. Card. Homodei und ich zusammen mit unseren Freunden vom ersten Tag des Konklave bis zum letzten Tag mit allen möglichen Anstrengungen gedient haben und mit einem der ärgerlichsten, in geheimen Verhandlungen an vielen Orten behandelt wurden...“
2. ↑  Filippo Titi: Descrizione delle Pitture, Sculture e Architetture esposte in Roma. Marco Pagliarini, Rom 1674 (überarbeitet von Giovanni Bottari 1763, 372-375: Die Architektur wurde von Onorio Lunghi begonnen, von seinem Sohn Martino geschmückt, erhöht und gedreht; dann fast fertig gestellt mit vergoldeten Stuckarbeiten, Kuppel, Tribüne, Hochaltar und Kreuzzug der Kirche nach dem Entwurf von Pietro da Cortona; und kürzlich zur Perfektion reduziert mit einer majestätischen Fassade, von der mehrere Zeichnungen gemacht wurden, unter anderem von Cavalier Rainaldi, und in der zu sehenden Form gelöst was der Gedanke der besagten Kardinal Omodei war.).